# ゲートウェイドラッグ
ゲートウェイドラッグ（英語: Gateway drug）とは、オピオイドやコカイン、ヘロイン、覚せい剤など他の更に強い副作用や依存性のある薬物の入り口となる薬物である。大麻（マリファナ）、医療用大麻、CBD（カンナビジオール）製品および、ニコチン、アルコール、カフェイン、MDMA、有機溶剤(シンナーなど)、危険ドラッグ、などの向精神薬、乱用薬物を指す際に用いられる。
男性だけでなく女性にも他の薬物への依存症を発症させ、近年の強力化とは反対に有害性は無いとの誤った認識が広まっている大麻が主要な『依存への入り口薬物』、ゲートウェイドラッグとなっている。

## 理論
ゲートウェイドラッグとは『依存への入り口薬物』である。より副作用や依存性の強いドラッグ（ハードドラッグ）の使用の契機になり、他の薬物の依存症を発症させる薬物である。大麻依存症はタバコ、アルコール、コカイン、オピオイドなど、他の薬物依存症をもつリスクが約9倍になり、これらと高頻度で併存する。また、未成年者の視点から見たゲートウェイドラッグとして、タバコや酒なども指摘されている。この場合、ニコチン、アルコールがハードドラッグ乱用の最初の入り口となる。日本では2013年の危険ドラッグ規制から、大麻を代用して検挙されるケースが増加している。
また、アルコールや有機溶剤から、大麻、錠剤を経て覚せい剤、コカイン、ヘロインに至る階段のような関係もある。エナジードリンクの消費量がアルコール依存症の危険性の増加につながることは立証されてきており、こうした他の薬物における論文などで、エナジードリンクがアルコールのゲートウェイドラッグとなるというように用いられることもある。
医療用大麻は、人々の大麻に対する危険性の認識を低下させ、娯楽用大麻合法化への道を開いた。それにならい、日本の大麻推進派は同じく大麻から抽出され人の脳や体に影響を与える成分であるCBD製品を大麻へのゲートウェイドラッグにする戦略をとっている。CBDの効果を奇跡、福音とし大麻は怖いものという考えを変えさせ、効果がない場合、効果を感じない場合はTHCなどの雑味成分が排除されアントラージュ効果というものがなくなったことによるものだとして、より大麻に近い成分の製品や、大麻という植物全体として使った方が効果があると、CBD製品を入り口（ゲートウェイ）に大麻へと誘導する手法である。
これらの理論において、ゲートウェイドラッグの使用がドラッグ乱用につながる理由として以下の効果がある。
- 依存効果：ゲートウェイドラッグの使用により、使用者が心理的または生理的により強い快楽を求めるようになる。
- アクセス効果：ゲートウェイドラッグが違法薬物であった場合、ゲートウェイドラッグの使用により、使用者は犯罪組織によるドラッグ売買コミュニティーとの繋がりを持つ。
- 信用効果：短期的に悪影響が表れないゲートウェイドラッグの使用経験により、違法薬物に対する否定的な情報を矛盾していると思い込み、違法薬物を信用、信頼してしまう。
- 抵抗調整効果：ゲートウェイドラッグの使用により、使用者が違法薬物を含むドラッグ全般への抵抗感をなくす。

## 大麻のゲートウェイドラッグ性

### 大麻の信用効果
大麻は、統合失調症、自殺、自殺未遂、自殺念慮、うつ病、その他精神病、認知機能障害、知能指数（IQ）低下などの、取り返しがつかない長期的悪影響が表れるのが年単位、十年単位と遅く、否定的な情報を矛盾していると思い込む『信用効果』が強く働く薬物である。
近年の大麻草、大麻製品は依存性、幻覚作用成分（THC）が強化されており、大麻使用者の約3人に1人が大麻依存症を抱えている。2000年から2018年の間に、大麻依存症および禁断症状（離脱症状）に関連する世界的な入院は8倍以上増加、大麻関連の精神病での入院は4倍以上増加した。
日本では従来、大麻の有害性について報道がされているが、これまで大麻について肯定的だった海外メディアも、近年は大麻の有害性について報道するところが出てきている。
大麻には100種類以上の化学物質「カンナビノイド（THCやCBDなど）」が含まれており、人間の細胞同士の伝達方法を変更することができる。脳においてはこれが、自分の置かれた環境への認識、考え、行動および感情に影響を及ぼす。
初めて大麻を使用した時の大麻へのポジティブな反応は、後の大麻依存症を発症するリスク要因の一つである。大麻の信用効果は強く、大麻に有害性は無いという誤った認識も広まっているため、大麻使用者は大麻依存症の症状、耐性や離脱（身体的依存）、大麻に対する渇望や大麻に多くの時間を費やしていること（精神的依存）などを認識しない場合がある。特に複数の薬物依存症を抱えている場合、大麻に関連する社会的、行動的、心理的問題を大麻と結び付けようとしない。家族や刑事司法制度から治療目的で医療機関を紹介されて来た大麻使用患者は、大麻の大量使用や関連問題における大麻の役割を否認するのが一般的である。
大麻依存症は関連して、心理社会的、認知的、および健康的機能の多くの領域が低下する可能性がある。大麻使用者は、大麻が体から抜けている状態であっても認知機能、特に高次実行機能が累積容量依存的に低下、複雑な思考、論理的思考を行うことができなくなり、社会での困難を助長する可能性がある。
また、大麻常用者は、気分、不眠、怒り、疼痛などの問題に対処するために自己治療として大麻を使用するとよく述べる。大麻依存症者は、うつ病、躁うつ病（双極性障害）、不安障害（不安症）、心的外傷後ストレス障害（PTSD）、および反社会性パーソナリティ障害、素行症などの精神病疾患の合併も一般的である。
慎重に検討すると、大麻の使用そのものがこうした症状を悪化させている。
大麻の急性作用として、不適切な笑いと誇大性を伴った多幸感があるが、これを治療効果と混同している可能性もある。他の急性作用として鎮静、抗不安、嗜眠もあるが、大麻の離脱症状（大麻離脱症候群）として易怒性、怒り、攻撃性、神経質、不安、抑うつ気分および、不眠、睡眠を妨げる夢などの睡眠困難があり、特に睡眠障害は長期化しうる。
大麻は、こういった行動・感情など精神的症状の方が身体的症状よりも多くみられるが、頭痛、腹痛、震え、振戦、発汗、発熱または悪寒といった身体症状もある。大麻離脱は顕著な苦痛をもたらすので、症状を和らげるための使用が続き、中断が困難になり再使用に至る、あるいは他の薬物使用を開始する、と大麻使用者は述べる。また、大麻使用は無害であるという認識が広まっているため、離脱を経験している大麻常用者は、離脱症状が大麻が切れたことであることに気づかず、自己治療として大麻の使用を継続する場合がある。
大麻依存症はどの年齢においても発症し、遺伝要因の割合も30%～80%ある。最も発症が多いのは青年期と成人初期であるが、医療用・娯楽用大麻の認可、使用が拡大している地域では高齢者（55歳以上）の大麻中毒者、大麻依存症者が増加しており、酩酊やめまい（起立性低血圧）などによる外傷、心血管疾患（心筋梗塞、脳卒中など）、不安障害などのより高いリスクが懸念されている。
2020年、国連麻薬委員会（CND）が大麻をあへん、コカイン、ヘロインと同じ「乱用のおそれがあり、悪影響を及ぼす麻薬」へと「特に危険で医療用途もない麻薬」から変更した。この変更があたかも大麻に関する国際的な規制を国連が解除したかのような印象を与え、大麻の嗜好的使用を容認するような報道が出るに至った。
日本においても、大麻に有害性は無い、健康に良いなどといった誤った情報が氾濫。大麻推進派がCBD製品を大麻へのゲートウェイドラッグにする戦略をとっていることもあり、医師免許を持つ者が大麻やその薬理成分であるカンナビノイド（CBDなど）について、まるで副作用もなく様々な疾患を治す夢の薬のように主張。大麻依存症患者の治療拒否や、依存症医療業界であっても医学的エビデンスに疑義を挟み、冷静かつ理性的な議論を進めることが難しい現状がある。
国際麻薬統制委員会（INCB）は、2022年の年次報告書において、大麻合法化によって違法犯罪組織から置き換わった合法大麻企業は急成長、大規模化。売上増加を通じて利益を上げることを目指し、大麻市場を拡大しようと合法化地域を拠点に世界中で活動している、と指摘している。
大麻が商業化し、合法大麻企業による若者にアピールする形での大麻製品のマーケティングと販売、そして「医療用」の定義が幅広く、事実上医療以外の目的で使用されている「医療用大麻」は、人々から科学的エビデンスを排除させ、市場に出回る高濃度の大麻製品や関連する健康問題にもかかわらず、人々の大麻に対する危険性の認識を低下させることに貢献、大麻の消費を加速させた。
国際麻薬統制委員会は「大麻合法化は、未成年が大麻を消費することを思い止まらせることができなかった」と結論付けている。
大麻は、含まれる一部の成分が特定の病気の症状を和らげる可能性はあるが、病気を根本的に治すことはできない。
資金力のある合法大麻企業は、有利な結果を引き出すための大きな力を持っており、病気に苦しむ人々は効果的な解決策を痛切に望んでいる。
対立し妨げられた科学研究、大麻に対する危険性への認識が低下した人々、大麻合法化是非の立法闘争により、大麻に関する危険性、健康効果についての議論は煽られている。
大麻のゲートウェイドラッグ性についても、統計の解析において「大麻は使用者の約4人に1人を他の薬物へと発展させる」と示されており、長期的で大規模な縦断研究のシステマティックレビュー、高品質な一次研究のシステマティックレビューにより「大麻は他の薬物の依存症を発症するリスクを高める」と結論付けられている。その他にもヒト双子での研究、一般的な発見による経験的根拠から実験動物においても多数確認。主要な保健機関、研究機関も大麻のゲートウェイドラッグ性を認めているが、大麻推進派により、その効果は限定的でほとんどの人々（63%）には影響はないので問題は無い、または存在しないと政治的に否定され続けている。

### 大麻のゲートウェイドラッグ性（科学・医学）
2007年、ヨーク大学の報告で、「問題を抱えている集団」では、統計的に優位なゲートウェイ効果があり、危険性を倍増させると報告された。特に依存効果について、ソフトドラッグの使用がより強い麻薬体験に対する心理的または生物学的欲求が生じる可能性が高いとしている。特に幼少期のトラウマ体験を有するグループでは強い影響を及ぼすことを混合比例ハザードモデルで検証している。
大麻には確かにゲートウェイ効果があり、全体に表れるゲートウェイ性としては「問題を抱えている集団」という小さなグループにおける大きな効果と、「ほとんどの人々」という大きなグループにおける小さな効果によって生み出されている。
そのため、より一般的な全ての変数が変動することを許可するテストにおいては、全体のサンプルと比較して実際にゲートウェイ効果が約4分の1のサンプルに増加する、という微妙な結論に至る。
大麻のゲートウェイ効果に対してより脆弱な「問題を抱えている集団」とは、親、警察、友人、学校との子供時代の問題（トラウマ）、悪い仲間の影響、目先の満足を追い求める傾向（時間選好）、有害な遺伝的素質、その他、何らかの要因を抱えた者たちである。ゲートウェイ効果の高い集団は、違法薬物をより若い年齢で消費し始めただけでなく、覚せい剤やヘロインのような、より副作用や依存性が強い薬物をより集中的に使用する割合も大幅に高かった。
これは日本においても同様で、
2020年の国立精神・神経医療研究センターの「中学生における大麻使用の実態」によると、若年期の大麻使用は薬物依存を発症するリスクを5倍から7倍も高め、大麻の使用経験のある中学生は使用経験のない中学生に比べ、親しく遊べる友人や相談ができる友人がいない場合が多く、学校生活が全く楽しくない、と学校で孤立しており、家庭生活においても、悩み事があっても親に相談しない、相談できない、大人不在の状態で子供だけで過ごす時間が多い、と家庭でも孤立していると報告されている。
薬物依存症患者は、親からの虐待やネグレクト、または親からの教育虐待を受けトラウマ体験（小児期逆境体験）を抱えている者が多い。
薬物犯罪は暴力団等の犯罪組織の資金源であり、社会の安全を脅かす行為だが、大麻使用経験者は使用経験のない者に比べて「大麻使用は個人の自由」と考える傾向が高い。薬物依存症患者の親たちからも「大麻使用罪は、自分以外は傷つけている人はいない。被害者を生み出しているわけではないのに、重罪を科されている。不平等だ。」との抗議がある。
さらに、法務省が国立精神・神経医療研究センターと共同で行った調査によると覚せい剤事犯の受刑者が最初に乱用した薬物が大麻である者が多いとの結果が出ている。日本の場合、覚醒剤取締法違反の初犯者は全部執行猶予となる者がほとんどであるため、刑事施設に収容されている覚せい剤の受刑者は、薬物の再乱用に至った薬物依存が相当深刻な者であり、その多くが覚せい剤の乱用を始める前に大麻を乱用していた。
大麻の検挙者数は年々増加しており、最多の覚せい剤の検挙者数を上回る勢いで急増している。また検挙者の年齢も、昔乱用を始めた人がそのまま高齢化している覚せい剤の検挙者とは対照的に、大麻の検挙者は30歳未満の若年が約7割を占めている。
そしてなんと、日本の大麻推進派団体が2025年に発表した調査によると、日本では大麻を使用した約半数もの人が大麻から他の違法薬物へと移行しており、研究を行った大麻推進派の医師たちは「約55%は他の違法薬物に移行していない」「ゲートウェイ仮説を否定する調査結果だ」と見ているという驚愕の実態が明らかになった。
日本の大麻使用者の45%は他の違法薬物へと移行しており、ヨーク大学の報告や後述のニュージーランドの報告よりも日本の調査結果ははるかに高い値であった。さらに、日本においては覚せい剤使用者は年々減少しており、その中にあっても大麻を使用した約2人に1人もの人は覚せい剤やコカインなどの他の違法薬物へと移行していた。
若年層に対する大麻の『信用効果』はとても強く、危険性に対する認識は極めて低い。海外でも合法化している国があるから健康に害がない、日本では大麻の使用は禁止されていないといった誤った情報がSNSなどインターネット上で流布されていることが背景にある。また、大麻は覚せい剤の注射やあぶりに比べて喫煙という心理的にハードルが低い形態をとるため、タバコを吸う行為が大麻を吸うことへと変わっただけと思い、大麻に対する抵抗感が低くなる傾向にある。有機溶剤や危険ドラッグに代わり大麻が主要なゲートウェイドラッグとなっている。
また、ニュージーランドでも同様の報告がされている。
ニュージーランドは人口の約80%が、人生で一度は大麻を使用したことがあると報告されており、同国の出生コホート研究、ダニーデン研究（DMHDS）とクライストチャーチ研究（CHDS）は大麻使用の自然史に関する世界で最も豊富な情報源といわれている。
2006年の国連薬物犯罪事務所（UNODC）の世界薬物報告書において、ダニーデン研究によりニュージーランドの青少年と若い成人は、大麻使用と精神的不健康の間に顕著な関係があることが明らかになり、青少年期の親の愛情欠如、幼少期の問題行動、社会経済的に恵まれていない状況と関係していた、との調査結果が報告されている。
15歳時点で精神的に不健康であると、18歳時点で大麻を使用するリスクがわずかだが確実に高まる。これに対し、18歳時点で大麻を使用すると、21歳時点で精神に不調をきたすリスクが高まる。青少年期と成人初期で逆の因果関係が生まれるとしている。これとは対照的に飲酒や喫煙と、その後の精神的不調との関係は独立的であった。
また、クライストチャーチ研究からは、大麻の使用頻度と、窃盗・暴力犯罪、抑うつ症状、自殺、その他の違法薬物使用には明らかな関係があるという結論に達した、との調査結果も報告されている。
特に、犯罪、自殺行為および、その他の違法薬物使用に関しては年齢が関係しており、年齢が若い（14～15歳）定期使用者の方が、年齢の高い（20～21歳）定期使用者より上記の結果を招く可能性が高い。抑うつ症状については、年齢によってばらつきは見られなかった、としている。
ニュージーランドは「子ども精神的幸福度」が低く、「子どもの自殺率」が先進国の中で突出して高い。
さらに2020年、オタゴ大学のダニーデン研究とクライストチャーチ研究、二つの大規模かつ長期的な縦断研究のシステマティックレビューにより「大麻の使用はより強い薬物使用への入り口となる」と結論付けられた。
大麻と他の違法薬物両方を試したほぼ全ての個人が最初に大麻を試し、年間50回以上大麻を使用する者は、他の違法薬物を使用する可能性がはるかに高かった。さらに、17歳未満での毎日の使用では30歳までに他の違法薬物を使用する可能性が8倍高くなるとしている。
大麻使用者は、他の薬物を使用するクスリ仲間との関係や、薬物の売人との接触を通して他の薬物を試す可能性が高い。または、大麻からの神経生物学的影響が、他の違法薬物使用につながる可能性もあるとしている。
この調査結果でも、他の違法薬物を使用した割合は26％であり、上述のヨーク大学の報告通り全体の約4分の1であった。他の違法薬物を使用しなかった「ほとんどの人々」の割合は63%だった。
また、アメリカでも同様の報告がされている。
2012年、Lynn E Fiellinほかの研究では、18歳から25歳のサンプルにおいて、以前の大麻使用は、使用のない場合に比べ、その後の処方オピオイド乱用の可能性が2.5倍高くなると報告している。
大麻、アルコール、タバコの中で、大麻のみが男性、女性両方の間で現在の処方オピオイド乱用と最も密接に関連していたことからゲートウェイ理論についても言及しており、ほとんどの大麻使用者はコカインやヘロインの使用に進むことはなかったが、コカイン使用者の90%が以前に大麻を使用していたとの研究報告を引用している。
乱用薬物の入手可能性や医療用オピオイドの処方状況を監視することに加え、早期の薬物使用、特に大麻使用に注意を払うことは、処方オピオイドの若年者の乱用者増加を抑制する上で重要であると指摘している。
2017年、国の学術機関である全米アカデミーズ（The National Academies of SCIENCES, ENGINEERING, and MEDICINE）、健康と医学部門（旧医学研究所：IOM）は、大麻使用の健康に関する情報は、大麻使用の危険性への認識が変化した公衆の感情、対立し妨げられた科学研究、大麻合法化是非の立法闘争によって議論が煽られ欠如しているとして、約20年ぶりに大麻とその成分（カンナビノイド）の健康影響を大々的に見直し、現在の科学的エビデンスの研究結論をアメリカ政府へ提出した。
その中で「大麻の使用と他の物質の乱用」についてもシステマティックレビューを行っており「大麻の使用は、大麻使用障害以外の物質依存症を発症するリスクを高める可能性がある」と結論付けた。
レビューされた研究の強みは、縦断的コホート研究、大規模なサンプルサイズ、さまざまな交絡因子に対して調整が行われたことであり、そのほとんどで大麻使用とアルコール、タバコ、その他の違法薬物に対する物質依存または物質乱用障害の発生との関連性が示された。また、一部のデータでは、この効果が若い個人においてより顕著であり、大麻の使用量や頻度に依存していることを示していた。
その他、大麻依存症に関して、男性であること、さらに男性でありタバコを吸うこと、大麻使用開始年齢が早いこと、大麻使用前にタバコ、アルコール、その他薬物など3種類以上の経験があること、が大麻使用から大麻依存症への発展のリスク要因であると結論付けた。
また、タバコ依存症、アルコール依存症のいずれも、単独では大麻依存症への発展のリスク因子ではないと結論付けた。
その他、大麻使用が他の物質の使用率とパターンに影響を与えるというエビデンスが、限られた研究対象において示された。
アルコールに関して、薬物使用のリスクが高い青年のサンプルにおいて、大麻使用者は非大麻使用者よりも重度の飲酒リスクが高かった。
オピオイドに関して、120人の少数の青年のサンプルにおいて、負傷前の大麻使用が、負傷から1年後も処方オピオイドを継続使用する独立した予測因子であった。
そして薬物リハビリ入院治療後の再発に関して、アルコール、コカインまたはヘロイン依存症のために入院治療を受け成功裏に完了したサンプルにおいて、精神病疾患などの交絡因子を調整した後も、大麻使用は薬物乱用の再発と関連していた。退院後に大麻を使用すると、複数の物質乱用および特にコカイン使用からの持続的な寛解達成が有意に低く、さらにアルコール使用への再発の危険性が高かった。
全米アカデミーズ、旧医学研究所は過去1999年に発表した報告書では、その時点では因果関係を支持する決定的な証拠は見つかっておらず「マリファナが、その特有の生理的作用により（他の薬物への）飛び石となっていることを示すデータは存在しない」としていた。
2022年、アメリカ精神医学会の『精神疾患の診断と統計マニュアル』第5版改訂版（DSM-Ⅴ-TR）においては、大麻のゲートウェイドラッグ性を「併存症」としている。
大麻使用症（大麻依存症）は、タバコ、アルコール、コカイン、オピオイドなど他の物質使用症（物質依存症）と高頻度で併存する。大麻使用症があると、他のいずれかの物質使用症をもつ危険が約9倍になる。大麻は「依存への入り口薬物」として広く認知されてきており、大麻を使用する人は非使用者に比べて、大麻以外のより危険な物質、オピオイドやコカインを、後々、一生の間に使用する確率が大幅に高くなる。
大麻使用症の治療を希望する成人のうち、その多く（63%）がアルコール、コカイン、メタンフェタミン・アンフェタミン（覚せい剤）、ヘロイン、オピオイドなどの第2、第3の物質の問題のある使用を報告し、主診断が他の物質使用症である人にとっても、大麻はしばしば第2、第3の問題である。治療を受けている青年のうち、大麻は主要な物質であることが多い（76%）。
アメリカでは2010年頃から、人々の大麻使用の有害性への認識が低下した影響により、アルコールやタバコよりも、大麻が青年期に使用される最初の精神作用物質となる傾向が強まっているとしている。
DSM-Ⅴ-TRから約20年前の2000年の『精神障害の診断と統計マニュアル』第4版改定版（DSM-IV-TR）では、大麻が実際に他の物質にすすませるかは判明しておらず、社会的、心理的、神経化学的な基礎の詳細は不明であるとしていた。
2025年現在、アメリカ国立薬物乱用研究所（NIDA）は大麻のゲートウェイドラッグ説を肯定しており、大麻製品はアルコールやタバコと並んで、人が人生で最初に出会う可能性の高い薬物の一つであり、他の薬物を試す前にこれらを使用することが一般的であるとしている。
大麻使用のリスク要因は、依存の可能性がある他の薬物使用のリスク要因と似ており、研究は大麻の使用を大麻使用障害の発展と関連付けている。特に若い年齢で大麻製品を使用することは、後に大麻使用障害を発展させる可能性を高める。また、大麻使用は脳の変化も引き起こし、他の薬物に対する依存を発展させる可能性があると指摘している。
さらに2025年現在、アメリカ疾病予防管理センター（CDC）も、大麻を使用し他の薬物を使用する人々は、特に若い年齢で大麻を使用し始め頻繁に使用する場合、それらの薬物への依存または依存症のリスクが高くなる可能性があること、さらに、大麻使用障害を持つ人々の一部は、より強い快感を求めて、より多くの大麻やより高濃度の大麻を必要とする可能性があるとしている。
また、大麻の合法化についても「大麻が一部の州で医療または非医療の成人使用のために合法であるという事実は、それが安全であることを意味していない」と大麻の危険性を明言している。
どの年齢であっても大麻を使用することは健康に悪影響を及ぼす可能性があり、一目で分かる事実として、
- 大麻は、アメリカ合衆国で最も一般的に使用されている連邦違法薬物であり、2021年には5250万人、つまりアメリカ人の約19%が少なくとも一度は使用した。
- 大麻は、アルコールの次に運転能力を損なうことと最も頻繁に関連付けられる物質である。
- 最近の研究では、大麻を使用する人の約3人に1人が大麻使用障害を抱えていると推定されている。
- 大麻使用障害を発症するリスクは、18歳未満で使用を始める人にとってさらに高くなる。
- 大麻の使用は、記憶、学習、注意、意思決定、協調、感情、反応時間を担当する脳の部分に直接影響を与える。
- 乳児、子供、そして脳が発達中の10代は、大麻の悪影響に特に敏感である。
- 長期または頻繁な大麻使用は、一部の使用者において精神障害や統合失調症のリスク増加と関連している。
- 妊娠中の大麻使用は、妊娠合併症のリスクを高める可能性がある。妊娠中および授乳中の人は大麻を避けるべき。

と、明言している。
その他に、大麻のゲートウェイドラッグ性を示すものとして、
2024年の、欧州薬物および薬物中毒監視センター：EMCDDA（現 欧州連合薬物機関：EUDA）によるヨーロッパの廃水分析と薬剤調査がある。廃水サンプル中の大麻代謝産物が減少傾向であるのに対して、覚せい剤代謝産物等が増加傾向にあるとの調査結果を報告している。このことは、大麻から他の薬物へ使用薬剤が変遷していることを示している。
廃水分析とは、廃水に基づく疫学で、違法薬物使用の地理的および時間的傾向を監視する重要な補完ツールとして確立されている。1990年代に家庭用液体廃棄物の環境影響を監視するために使用されて以来、様々な都市での違法薬物消費の推定に使用されている。廃水分析は、下水やフェスの野外トイレなどから、尿で排出される違法薬物とその代謝物のレベルを特定することができ、その地域、その場所における違法薬物の使用量、週末か平日かといった違法薬物使用日のパターン、大都市と地方の違法薬物消費量の違い、大学、ナイトクラブ、音楽フェスといった特定の場所で現在使用されている違法薬物、など様々なことを明らかにすることができる。また、薬物使用者の記憶や認識に頼ることなく、消費されている薬物の真の成分、分布の特定や、危険ドラッグのような新規薬物の発見をすることができる。また、廃水中の薬物が消費からきた物か、薬物生産現場からの廃棄からきた物かを判断することができ、廃水集水域における薬物の違法製造や、製造の合成プロセスを特定することもできる。
また、その他に大麻のゲートウェイドラッグ性を示すものとして、大麻草自体のTHC（依存性、幻覚作用成分）の強化がある。
2006年の国連薬物犯罪事務所（UNODC）の報告によると、大麻草の新種（シンセミア種）のTHC含有率は、旧来種の2.5%程度から約10.5%へと強化されたものであった。
さらにアメリカ疾病予防管理センターも、平均的な大麻草のTHCの濃度は増加しており、2008年の9%から2017年には17%にまで達していると指摘している。
大麻の大量消費国では、THCの含有率が強化された新種の大麻草への移行が早い段階から行われており、大麻のゲートウェイドラッグ性が証明された形となっている。
また2025年現在、アメリカ国立薬物乱用研究所も、大麻草から作られたオイル、濃縮物、食品など大麻製品の強化も挙げており、1995年から2022年の間に法執行機関によって押収された違法大麻製品のTHCの強度は3.96%から16.14%へと約4倍になり、大麻販売店では40%以上のTHC濃度を持つ大麻製品が売られていることもあると指摘している。
カナダ政府も、違法なルートから入手した大麻には犯罪に関わるリスクだけでなく、より危険なさらなる健康リスクがあり、予想以上に強い可能性がある未知のTHC濃度、農薬、重金属、カビまたは真菌、その他の汚染物質が大麻草、大麻製品に含まれている可能性があると注意喚起している。
高濃度の大麻草、大麻製品や、ラベルと異なるTHC含有量、農薬や重金属などの汚染物質が含まれている大麻製品、CBD製品は、脳や体への深刻な悪影響だけでなく過剰摂取のリスクもあり、救急医療を必要とするほどの大麻中毒や重症化を引き起こしている。
大麻中毒（いわゆるバッドトリップ）は、大麻を使用する人はある時点で経験しているとされ、胸の痛み、速い心拍数、血圧上昇、激しい吐き気または嘔吐、呼吸抑制、パラノイア、妄想または幻覚、重度の不安やパニック発作などの症状があり、大麻中毒による救急外来、転落事故、転落死だけでなく心不全による死亡事例も発生している。
大麻常用はタバコの使用状況にかかわらず、喘息、肺炎などの呼吸器系疾患、心筋梗塞や脳卒中などの心血管疾患とも関連し、嘔気と周期的な嘔吐を示すカンナビノイド悪阻症候群（CHS）も大麻の使用率が高まるにつれて救急部門でみられることが多くなっている。
大麻の過剰摂取や中毒は、大麻グミや大麻クッキー、オイルなどの食用大麻製品により簡単に起こりうる。食用大麻製品は、摂取から効果を感じるまでに時間がかかること、摂取量、空腹、同時に摂取するアルコールや薬、その他の要因によって予想以上の効果を引き起こすことがある。また、成人の大麻使用が合法化された地域では、子供の意図しない大麻中毒も増加しており、症状は大人よりも深刻で、昏睡や人工呼吸器の装着など生命を脅かすほど重篤な状態が多数報告されており、死に至るケースもある。

### 大麻のゲートウェイドラッグ性（政治）
人が大麻を吸うのは、自分の気分が著しく変わるからである。
一般的な大麻の急性作用「ハイ」は、幸福感や陶酔感、そして内面的な夢想状態と交互に現れるおしゃべりや笑いが増加し、その後に無気力や眠気が続く。大麻の高揚感の特徴は、短期記憶や学習における欠陥と関連した時間感覚の歪み（大麻の幻覚作用）である。大麻の影響下にある人が示す最も明白な異常行動は、理解できる会話を続けることが難しいことである。ほとんどの場合その理由は、数語前に言ったこと、言われたことを思い出す能力が欠如しているためである。
大麻使用の、最も重大で取り返しがつかない危険性は「自殺」である。大麻使用は、精神病疾患や過去のトラウマなどのあらゆる交絡因子を調整した後でも、自殺念慮の増加、自殺未遂の増加、そして自殺による死亡リスクを増加させる。
大麻は自殺、精神病疾患の発症、精神病疾患の悪化など重大な公衆衛生の問題に加え、大麻の売買自体が犯罪組織の資金源になるという治安の問題も抱えている。
大麻のゲートウェイ理論は、多くの国の薬物政策や立法にかなりの影響を与えており、大麻の合法化や非犯罪化に関する議論において強力な論拠となっている。
そのため大麻のゲートウェイドラッグ性は、「大麻は使用者の約4人に1人を他の薬物へと発展させる」、「大麻は他の薬物の依存症を発症するリスクを高める」という科学的、医学的エビデンスがあり、主要な保健機関、研究機関が認めているにもかかわらず、政治的に否定され続けている。
国連薬物犯罪事務所は、2006年の世界薬物報告書において「大麻には合法化を主張し大麻に関する法改正を推進する国際的なグループが存在する。これはコカインやヘロインには見られない現象である」と指摘している。
そして国際麻薬統制委員会は、2018年の年次報告書において「医療用大麻プログラムは、大麻合法化支持者によって、国際的な薬物統制条約に反する娯楽用大麻の合法化を推進するために利用されている」と指摘している。
カナダ、アメリカの、医療用大麻プログラムが適切に規制されていないディスペンサリー（大麻販売店）は、娯楽用大麻ユーザー向けの事実上の合法大麻市場を作るために利用されており、準合法的な商業大麻産業が発展することを可能にした。コロラド州では医療用大麻の小売企業が、娯楽用大麻使用の規制制度の設計に関わり、そのメンバーには市場への早期参入が許可された。
医療用大麻と合法大麻企業は、人々の大麻に対する危険性の認識を低下させ、娯楽用大麻合法化に貢献した。
国際麻薬統制委員会はまた、『大麻は依存症を引き起こし、公衆衛生に悪影響を与えるため、1961年の国際条約に基づいて規制されている。「医療用カンナビノイド」という用語は、植物から抽出されたか合成されたもので、コントロールされた臨床試験で安全性と有効性が評価され、医薬品としての使用が許可された「カンナビノイド」のみを指す。カンナビノイドがいくつかの病気の症状を和らげることができるという証拠は、喫煙による大麻の「医療利用」を正当化するものではない』と指摘している。
医療用大麻が病気に及ぼす効果は一般的に控えめであり、より効果的な医薬品が存在するため、第一選択治療薬ではない。しかし、個々の患者の薬に対する反応は異なり、既存の治療薬が効かない薬物抵抗性のある患者のために本来は使用される。
アメリカでは、CBDにより発作が治まったドラベ症候群と診断された少女が、CNNニュースなどに大々的に取り上げられ報道されたことで、大麻に対する人々の意識が変化し、大幅な法改正に繋がった。
それにならい、日本の大麻推進派はCBD製品を大麻へのゲートウェイドラッグにする戦略をとっている。
CBD（カンナビジオール）とは大麻に含まれる成分（カンナビノイド）の一種で、人間の脳や体への作用機序（作用メカニズム）は明確にはなっていないが、幻覚作用がなく抗てんかん作用や抗不安作用などを有し、日本でもオイルや食品が流通している他、CBDを主成分とする経口液剤エピディオレックスが、希少疾病用医薬品に指定され治験が開始されている。
アメリカ国立補完統合衛生センター（NCCIH）による、アメリカで懸念されている有害性としては、市販のCBD製品はラベルに記載されているよりもCBDの含有量が多いまたは少ない場合があり、処方薬よりも規制当局の監視が厳しくないため、THCや農薬、微生物などの汚染物質が含まれていることもある。
副作用としては、注意力の低下、気分の変化、食欲減退、下痢などの消化器症状。THCを常用している人に精神病的作用や認知障害をもたらす可能性。CBDの使用が肝障害、男性の生殖機能への害、他の薬との相互作用と関連している、があり副作用のいくつかはCBD製品に混入した汚染物質によるものではなく、CBDそのものに起因すると思われる、などが注意喚起されている。
日本でのCBD製品の年間需要は約900億円に達する可能性があるとの予測もされており、大麻取締法等改正直前に行われた民間企業が開催した展示会でも、世界最大の生産国である中国を始め、数多くの国外企業からの出展があり日本進出に大変意欲的であるなど、日本は魅力的な市場となっている。
また、不祥事はあったが、健康寿命延伸や抗老化を目的としたCBDの応用研究も行われている。
日本でのCBDによる法改正は、2024年12月に施行された「大麻取締法及び麻薬及び向精神薬取締法の一部を改正する法律」である。これにより、大麻をモルヒネなどと同じ麻薬として扱うことを基本に、大麻草から抽出される成分を含む医薬品で、安全性と治療の有効性が確認され国が承認したものに限って、医療の現場で使用ができるようになり、その用途以外での大麻使用はモルヒネなどと同じように取り締まりの対象となった。
この法改正を、大麻推進派は「厳罰化」だとして猛反発。
先立って行われた有識者会議「大麻等の薬物対策のあり方検討会」では、出席者や事務局に対する一方的な苦情や批判、会議の行われた建物の周囲に集まっての抗議活動が行われ、報道機関である共同通信社までもが、自由闊達な議論を守るため発言者の非公表、録音禁止となっていたルールを破り、さらにその取材情報を大麻関係で知り合った社外の6人に提供。記者の懲戒処分者が出た。
会議自体も紛糾し「大麻系医薬品をどうやったら日本国民が法規制の中でちゃんと使えるようになるか」という議題が「大麻使用罪」のみに焦点が当たった議論となってしまった。
日本は、実態としては所持罪で使用者を検挙してきたのであり、「使用の前には必ず所持か譲受けという行為があるわけであり、これまでも大麻の使用が法的に許されているわけではない」との説明があったが、大麻推進派は理解することができなかった。
大麻系医薬品の使用についても「これまでなかった大麻由来の医薬品が許可された場合、他の麻薬を含有する医薬品と同じように、医療用以外に使われた場合、処罰の対象となる。大麻に対して使用罪がなければ、合法的に作られた医薬品を乱用した場合は処罰の対象になるものの、非合法に作られた大麻を娯楽目的で使用した場合には処罰の対象にはならない、という不合理な結果が生じてしまう」との説明があったが、大麻推進派は理解することができなかった。
また国会で開かれた厚生労働委員会においても「大麻取締法で所持とか譲渡し、譲受けが犯罪として禁止されているということは、要するに、持っていることも、人に渡しても、人からもらってもいけないというのは、なぜそういうものが罪として規制され、刑罰が科せられているかというと、別に、大麻を見て楽しむのを禁止するためではなくて、大麻を使用することを防ぐために所持や譲渡し、譲受けを禁止している」との説明が行われたが、大麻推進派は理解することができなかった。
また、「大麻等の薬物対策のあり方検討会」における議論と関連した週刊誌の記事では「大麻は癌だけでなくリウマチや睡眠障害などにも効果がある」など、大麻が何か万能薬のように書かれた記事が掲載された。
これを受けて厚生労働省の事務局は「必要な薬剤を待ち望む人たちの希望を裏切ることにならないよう、まずは、海外で承認されているような医薬品がいち早く日本でも上市されるように、エビデンスに基づく正しい発信をお願いしたい。」とマスコミ各社に呼びかけた。
2025年現在、アメリカ疾病予防管理センターも、大麻に含まれる化学物質が癌の化学療法によって起きる、吐き気や嘔吐の『副作用を』和らげるのに役立つ可能性があると示唆されているが、大麻や大麻の成分が癌を治すことはできない、と明言している。そして、大麻に頼り癌のための従来の医療を避けたり遅らせたりしないよう注意喚起している。
また、日本の大麻推進派は、難治てんかんの子供のために法改正したアメリカ、イギリスの成功を同戦略としているため、今回の日本の法改正の動きに際しても「大麻解禁」「CBDは奇跡を起こす魔法の液体」など、CBD製品を大麻へのゲートウェイドラッグとするために攻勢をかけた。
これを受けて日本てんかん協会は「協会は、抗てんかん薬エピディオレックスを、欧米等と同じように日本でも使えることを目指している。協会では、医療用大麻解禁や食品としてのCBDの推奨などの活動には、一切関わっていない」と再三の表明に追われた。
国会で開かれた厚生労働委員会においても日本てんかん協会理事が「不安を持っているのは、CBDという言葉が独り歩きしていて、CBD全般的な広まりを求めている方々に利用されている。」「CBDの食品系のものにも、てんかんに効くといううたい文句をされて、わらをもすがる思いの親御さんたちはそれに救いを求めてしまうという実情もある。」「よく、医療大麻の推進ですとか、CBD全般がてんかんにいいんだとか出てきていますが、その辺りとは全く違う。私たちは、海外で使われている薬を日本でも使えるように、難治で苦しんでいる子供たちを少しでも生活しやすいようにと、医薬品承認の時間差（ドラッグラグ）解消を求めている。」と訴えた。
日本麻協議会事務局代表、難治性疼痛患者支援協会代表理事も、有識者会議「大麻等の薬物対策のあり方検討会」において「日本の麻の伝統とマリファナの乱用をあえて混同させ、乱用を正当化しようとする、いわゆるマリファナ解放論者がいる。」「一部の人が日本の麻の歴史の中に乱用が含まれていたかのように語り、マリファナは安全などという質の低い情報を拡散している。」「日本の麻文化は乱用とは無縁。」と訴え、日本の伝統的な低THCの麻栽培の保護、そして「新規の栽培者に乱用目的の人物の紛れ込みがある。」と大麻乱用防止の体制構築を訴えた。
また、難治性疼痛患者支援団体としても「マリファナ等やその薬理成分であるカンナビノイド（CBDなど）について、まるで副作用もなく様々な疾患を治す夢の薬のように主張する人が、医師免許を持つ人の中にもいる。また、マリファナ等は様々な疾患の症状を和らげるので、その患者が自己治療に使っているのだから大目に見ないといけない、非犯罪化すべきだと、慢性痛の患者を支える立場からすると大変心配な主張をしている。」と訴え、「医薬品には必ず副作用があり、全く安全な薬などはあり得ないことを伝えるのがお医者様の役目、また、医薬品を自由・勝手に使えば患者をさらに窮地に追いやるのは当然で、勝手な使用はしないように指導することがお医者様の務めなのではないかと思うのですが、いかがでしょうか。」と、出席者に向けて訴えた。
国際疼痛学会の見解や、アメリカでの医師によるオピオイド不適切処方に触れ、日本で大麻の医療利用が可能になった場合でも、医師の不適切な処方が起こらないよう「依存性薬物の負の面や害について十分に学んだ医師だけが処方できるようにしてください。」と要望した。
国際疼痛学会（IASP）は2021年に声明を出し「現時点では痛みのための大麻や大麻成分（カンナビノイド）の一般的な使用を支持することはできない。潜在的な利益と害をよりよく理解し、患者と公衆の安全を確保するために規制基準と保護措置を通じて、より厳密で堅実な研究を求める」と呼びかけている。
しかしまた、国際疼痛学会による2020年の「痛みの定義」よると、「痛み」は常に個人的な経験であり、生物学的、心理的、社会的要因によって様々な程度で影響を受ける。痛みは他人と共有できない感覚である。そして「痛みを経験しているという人の訴えは重んじられるべき」となっている。
アメリカでは、医療用大麻患者の約90%の圧倒的大多数が、痛みを治療する必要があるという理由で医療用大麻を使用している。例えば、カリフォルニアにおける患者プロファイルでは、77%が男性であり、そのうちの88%、ほとんどが19歳未満で大麻使用を開始し、90%が毎日喫煙者で、最も率が高い使用者は18～24歳の若者であり、65歳以上は最も低い率だった。
国際麻薬統制委員会は、これらの特徴は大麻の医療使用の擁護において強調されるケース、つまり末期疾患を抱える高齢者、神経疾患を持つ人々、およびてんかんを持つ子供たちには一致しないと指摘している。
アメリカ合衆国のほとんどの医療用大麻プログラムは、国際的な麻薬統制条約やアメリカ合衆国の国内法の要件に準拠していない。ディスペンサリー（大麻販売店）で販売される大麻は、違法に生産され販売されている可能性があり、医療用として意図された大麻製品が娯楽用に大規模に流用されることがある。多くの主張される「医療」用途の効果を支持する科学的エビデンスはほとんどないか、全くないことが多く、これらの医療用途に対する監視も非常に限定的である、と指摘している。
カナダも同様で、カナダ政府が患者が医療目的で大麻にアクセスできるようにする法律を可決したことにより「医療使用」の定義が広がった。拡大された適応症のリストによって、いかなる医師も患者に大麻を処方することができ、患者が利益を得ると医師が考えたのみでも処方できる。医療目的で大麻を使用することが許可された人は自宅栽培もできる。憲法上の論拠に基づく連続した裁判所の決定の適用は、医療用大麻プログラムが国際的な薬物統制条約を遵守していない結果をもたらしている、と指摘している。
大麻の実際の医療用途は、安全で効果的であるという高品質なエビデンスが欠如がしている場合でも、さまざまな症状を軽減するとの「信念」のもとに使用されている。有効成分とその用量、最適な投与経路、さらに副作用も不明である場合が多く、患者は大麻の急性作用である多幸感を治療効果と混同している可能性がある。
日本での、政治的な「大麻のゲートウェイドラッグ性」は、大麻推進派によるCBD製品から大麻へのゲートウェイドラッグ戦略だけでなく、科学的・医学的な大麻のゲートウェイドラッグ性も、大麻取締法等改正のこれらの有識者会議、国会答弁において重要視されており、厚生労働省が用意した資料は2016年2月17日、米国医師会雑誌の精神分野専門雑誌「JAMA Psychiatry」において発表された、大麻使用と精神障害の関連性を示す論文からの引用であった。
「調査の結果、大麻使用経験のある者が使用障害を発症するリスクは、大麻使用経験がない者に比べ、アルコールが2.7倍、大麻が9.5倍、大麻以外の薬物が2.6倍、ニコチンが1.7倍であったことから、同論文では『大麻の使用は、いくつかの物質使用障害のリスクの増加と関連している』と結論づけている」と記載されており、やはりJAMAに掲載された論文においても大麻のゲートウェイドラッグ性がしっかりと示されていた。
また、同じく「JAMA Psychiatry」において2019年2月13日に発表された、青年期における大麻使用と若年成人期におけるうつ病、不安神経症及び自殺傾向との関連性を示す論文より、
「同論文では23,317人からなる11の研究について分析を行い、青年期に大麻使用経験のある者が若年成人期にうつ病等の疾患を発症するリスクは、大麻使用経験がない者に比べ、うつ病が1.37倍、自殺企図が3.46倍であったと報告している。また、推定人口寄与危険度（7.2%）、米国の18歳から34歳の若年成人期の人口（約7,087万人）、うつ病発生率（8.1%）から、大麻使用が原因でうつ病になった若年成人は約41万人に達するとし、『大麻を使用する青年の高い有病率は、大麻に起因するうつ病と自殺傾向を発症する可能性のある多数の若者を生み出す』と結論づけている。」と記載されており、やはりJAMAに掲載された論文においても大麻による精神病疾患、自殺は重大な問題とされている。

## 大麻推進派の大麻娯楽使用正当化モデル
大麻を「喫煙」することは「医療用大麻」ではない。
医療目的で大麻を喫煙することは、煙の害などの健康リスクから医学的に受け入れられた方法ではなく、日本も加盟している、麻薬の乱用に対し世界的規模で協同する「1961年の麻薬に関する単一条約」で認められている医療および科学目的に違反している、と国際麻薬統制委員会は再三の指摘を行っている。
日本の大麻推進派はCBD製品を大麻へのゲートウェイドラッグにする戦略を取っている。
国際麻薬統制委員会は、世界中の大麻推進派、大麻合法化の支持者たちは皆同じように、現在の薬物規制システムが失敗しており、グローバルおよび国内の薬物問題に効果的に対処できなかったため、置き換える必要があるという前提を、皆共有している。彼らは皆、厳格な禁止措置が薬物使用を抑制することに成功しておらず、意図しない結果をもたらし、二次的な問題を引き起こしていると考えている、と指摘している。
大麻推進派、大麻合法化支持者たちが、大麻の娯楽使用を正当化するために使用されてきたモデルは様々ある。

#### ゲートウェイドラッグは仮説である、タバコ、アルコールの使用が先にくる、という順番のみを重視した大麻自体の「他の薬物の依存症を発症させる」という科学的・医学的エビデンスを否定する主張。
大麻のゲートウェイ性は以前は、ほとんどのハードドラッグユーザーが最初に危険度の低いドラッグから始めているという一般的な発見、経験的根拠による仮説であったが、2025年現在、統計の解析においても「大麻は使用者の約4人に1人を他の薬物へと発展させる」と示されており、長期的で大規模な縦断研究のシステマティックレビュー、高品質な一次研究のシステマティックレビューにおいて「大麻は他の薬物の依存症を発症するリスクを高める」と結論づけられており、主要な保健機関、研究機関も認めている。大麻のゲートウェイドラッグ理論には、科学的・医学的エビデンスが発見されている。
違法薬物の使用が増加する中で、個人がいつどのように違法薬物の使用を始めるのかを理解し対応する必要性は非常に重要である。同様に重要なのは、大麻がタバコやアルコールなどの他の依存性物質の使用にどのような役割を果たすかを理解することである。
タバコ依存症、アルコール依存症のいずれも、単独では大麻依存症へのリスク因子ではないが、大麻依存症はタバコ依存症、アルコール依存症のリスクを増加させる。
また、他の薬物依存症からの回復においても、大麻使用はアルコール依存症の再発だけでなく、複数の薬物乱用および特にコカイン依存症再発のリスクを増加させる。
また、大麻に関してはさまざまな生物学的性別による違いがある。男性であること、さらに男性でありタバコを吸うことが大麻依存症のリスク要因であり、男性は女性よりも危険な大麻使用を報告する可能性が常に高い一方で、大麻離脱症状に関しては、女性の方がより重度の報告をすることが多く、潜在的な大麻依存症への移行の速さ（テレスコーピング）に寄与する可能性がある、とされている。
また、以前の大麻使用は男性、女性両方に処方オピオイドの乱用を発生させるが、アルコール、タバコは女性には後の処方オピオイド乱用との関連性はない。また、タバコ依存症についても、以前の大麻使用は男性、女性両方にタバコ依存症を発症させる。
大麻は、アルコール依存症、タバコ依存症、大麻依存症を含む、あらゆる薬物依存症を発症するリスクを増加させる『依存への入り口薬物』である。

#### 大麻は依存症にはならない、大麻精神病はデマであるという大麻旧来種の認識からくる主張。
栽培技術向上によって生まれ現在主流となっている新種の大麻（シンセミア種）は、旧来種に比べ依存性、幻覚作用成分（THC）が強化されている。それに加え、合法大麻企業が生んだ大麻グミや大麻クッキーなどの食用大麻製品やオイル、電子タバコ用リキッドなどの高濃度大麻製品により、大麻利用者と大麻依存症者は増加。
世界中で大麻依存症および禁断症状（離脱症状）に関連する入院や、大麻関連の精神病疾患での入院が増加。カンナビノイド悪阻症候群（CHS）や大麻中毒による救急外来や転落事故、転落死、死亡事例まで発生するようになった。
大麻合法化地域では高齢者の大麻中毒、大麻依存症も増加しており、カナダ政府は55歳以上の成人に対し、現在の大麻製品は非常に強力で、さまざまな形態や消費方法があるため、数十年前の経験に頼って使用しないよう注意喚起を行っている。
そして、55歳以上の大麻使用に対する、より高い追加のリスクについて、不安、パラノイアなどの精神症状、運動失調による転倒や怪我、記憶力、注意力を必要とする複雑で要求の厳しい作業におけるパフォーマンス低下など、大麻が脳に与える作用によって引き起こされる健康や生活への悪影響や、他にも肝臓疾患、心臓疾患、血圧疾患、腎臓疾患、緑内障（CBD影響）、血糖と糖尿病（1型糖尿病）など、さまざまな健康影響や基礎疾患、慢性疾患（持病）の悪化、転倒や怪我、事故のリスク、常用する処方薬や健康食品との相互作用による副作用などが指摘されている。
大麻依存症は遺伝要因も30～80％あるが、他の依存性物質と同様に入手可能性の向上、入手しやすさが、最も大きな薬物依存症になる要因である。
イギリスも2004年、警察がコカインなどのハードドラッグに対処するためにと大麻をクラスBからクラスCに格下げしたが、しかし2009年、「スカンク」と呼ばれるより強い新種の大麻の蔓延と、それによる精神病疾患を懸念して再度クラスB薬物に格上げされ、所持に対する刑罰も2年から5年に引き上げられた。
国連薬物犯罪事務所は、過去2006年の世界薬物報告書において、『アメリカでいち早く行われた「薬物禁止キャンペーン」の中の「リーファー・マッドネス 麻薬中毒者の狂気」（1936年）の論調が、大麻が精神障害を引き起こすリスクについての公式な声明への信頼性を失わせる結果を招いた。これは不幸なことである。なぜなら、大麻使用が精神に深刻な障害を引き起こす可能性があることが次第に明らかになりつつあるからである』と述べている。
2025年現在、大麻は使用者の約3人に1人が大麻依存症を抱えており、大麻は統合失調症やその他精神病疾患を発症するリスクを高め、元々持っている精神病疾患の悪化もさせる。そして何よりも、自殺のリスクを増加させる。

#### タバコやアルコールは合法なのに大麻が合法でないのはおかしいという現在の社会に新たな依存性薬物を加えるという主張。
大麻使用者の人口的比率がアルコールまたはタバコ使用者の比率と比較してはるかに少ない場合、大麻による公衆衛生に対する危険性の程度は表面的な状況に基づいて判断されるため、アルコールまたはタバコの害よりも低く評価される傾向がある。
大麻使用者が少ない社会において、大麻が公衆衛生に及ぼす深刻性は、調査が不足してしまうために実際にはアルコールやタバコの危険性ほどには理解されていない。そのような社会の住人について、精神活性物質使用の影響を調査・比較しても、そのデータの有効性は限られている。
分かりやすいのは自動車事故である。
大麻使用による自動車事故リスクの増加は十分な科学的・医学的エビデンスがあり、その危険性はアルコールの飲酒運転と似ているが、アルコールとは異なり大麻を使用している運転者は見かけでは判断することができない。
大麻の酩酊成分THCは極めて微量で有効性を発揮するため、体内からの検出は困難を伴い、血液の高感度分析が有効な手段だが、日本では容疑者から血液採取を行うためには裁判所の令状が必要となるため、早急に血液を採取して立証に持ち込めないと体内から消失してしまう。日本では、大麻使用の影響下にある事故や犯罪は簡単には物証もつかめず、容疑者の見た目からも分からないため見逃されてしまう。
そしてなによりも、大麻はそのゲートウェイドラッグ性により、他の薬物の依存症を発症させる。2021年に人口の約19%が大麻を使用したというアメリカにおいては、大麻依存症の成人の63%がアルコール、コカイン、覚せい剤、ヘロイン、オピオイドなどの第2、第3の依存症を同時に抱え、主診断が他の薬物依存症である人にとっても、大麻はしばしば第2、第3の問題である。
大麻、アルコール、タバコは併用される依存性薬物である。
大麻はタバコと同じで受動喫煙による他人やお腹の中の胎児への健康被害があり、大麻はタバコと違い酩酊や時間感覚の歪みなどの幻覚作用がある。アルコールとよく似ているが、酩酊状態であっても見た目から判断することができない。そして、古くは禁酒法がアメリカで失敗したように、日本社会に長い歴史と文化が根付いているアルコールを根絶することは不可能である。
日本では2021年、知人らと一緒に大麻を吸いながら酒を飲んでいた22歳の男性が、雑居ビルの4階から転落死する事件が起こっている。亡くなった男性は、様子がおかしくソファに寝かされていたが、突然起き上がって走り出し、自ら窓を開けて飛び降りた。他人と争ったような形跡はなく、自殺する動機も見当たらなかったことから、大麻の幻覚作用の影響で転落した可能性があるとみられている。
また、2024年にもサークルの飲み会に参加していた男子大学生が、その後ビル屋上から転落死する事件が起きている。亡くなった男子大学生の尿から大麻成分が検出され、自宅からは少量の乾燥大麻が見つかった。
また、2025年にも「大麻クッキー」によって男子大学生が転落し大怪我をする事件が起きている。こちらは飲酒は不明で、違法ではない大麻の成分の一種が含まれていたとみられているが、男子大学生は大麻クッキーを摂取した3時間後、寮2階の部屋から転落、その後また再び、2階に戻ってきて飛び降りようとし、周囲に止められた。男子大学生は頭の骨を折るなどの大怪我をしている状態だった。
タイでは2018年に医療用大麻が合法化され、2022年に大麻の栽培や一般使用も合法化されたが、大麻とアルコールをあおった警察官による銃乱射事件や、医療機関の大麻関連治療費の増加、大麻の過剰摂取による死亡事例まで発生しており、タイ政府は規制を再び強める方針を打ち出している。

#### 大麻の検挙者は増えているのに、交通事故や事件は増えていないといった日本においては関連性が証明できない主張。
欧米の大麻生涯経験率は20～40％であり、日本の大麻生涯経験率は1.4%といわれている。そのため、交通事故において通常薬物検査は行われない。交通事故が大麻によって起きたとしても上述のように見逃されている。日本社会において、大麻使用の公衆衛生への影響を調査・比較しても、そのデータの有効性は限られている。
危険ドラッグではあるが、大麻に似た成分が含まれていたとみられる、いわゆる「大麻グミ」や「大麻クッキー」による救急搬送者続出は日本でも問題になっている。
大麻使用者による日本での重大事件は、2016年に発生した戦後最大の大量殺人事件「相模原障害者施設殺傷事件」である。この事件では大麻による心神喪失状態は認められず完全責任能力が認められたが、薬物による責任能力の喪失と判断されてしまうと処罰をすることは難しくなる。被害者は泣き寝入りを余儀なくされる事態が想定される。

#### 大麻使用者は自己治療のために大麻を使っているのだから大目にみてあげないといけない、非犯罪化するべきだという大麻使用者の生命を脅かす擁護意見[40]。
大麻使用の最も重大で取り返しがつかない危険性は「自殺」である。
大麻依存症は、精神病疾患や他の薬物依存症と併存することが多いが、それらや他のさまざまな交絡因子を調整した後でも、大麻依存症は自殺、自殺未遂、自殺念慮の危険性を増加させる。
大麻使用者にはPTSD（心的外傷後ストレス障害）の自己治療として大麻を使用する者も多い。しかし、PTSD患者による大麻の使用はPTSDの症状を著しく悪化させ、他の薬物乱用やアルコール摂取も増加させ、暴力的行動も非大麻使用者より示す。そして何より「自殺念慮」を経験する可能性が高い。
また、大麻使用を中止して4カ月後に、いくつかのPTSDの症状、暴力、自殺傾向の改善が見られたことから、大麻使用がより重度のPTSD症状と因果関係がある可能性が示唆されている。
大麻依存症に関しても、PTSD症状の重症度は大麻依存症のリスクを高め、さらに、大麻禁断症状（離脱症状）の重症度および大麻への渇望（強迫性、感情性、期待）も関連して高くなる。
また、自殺の危険性が高い躁うつ病（双極性障害）も、大麻使用者が自己治療として使用することが多い。しかし、こちらも大麻使用は躁病および軽躁病の症状を増加させ、躁うつ病を悪化させ、再発にも関連している。
また、大麻使用が発症の危険因子であり、大麻使用者も多い統合失調症においても、大麻使用は妄想、幻覚、無秩序または異常な運動行動などの陽性症状を悪化させる。
また、成人の大麻常用者の間では、大麻離脱はうつ病、不安障害、反社会性パーソナリティ障害の併存と関連がある。
大麻の使用は急性精神病エピソードの発症に寄与し、いくつかの症状を悪化させ、主要な精神病疾患の治療に悪影響を及ぼし、自殺の危険性を増加させる。

#### 海外では大麻が合法だから、大麻は安全であるという国際麻薬統制委員会の懸念通りの誤った主張。
日本と同じように、大麻は合法化されたのだから安全だと人々が考えているアメリカでは、「よくある質問」にて、アメリカ疾病予防管理センターが「大麻が一部の州で医療または非医療の成人使用のために合法であるという事実は、それが安全であることを意味していない」と大麻の危険性を明言しており、アメリカの他の保健機関と同様、大麻のさまざまな有害性とメンタルヘルスを含む健康への悪影響を掲示している。
カナダ政府も、公式サイト上に「一般的な『信念』とは反対に、人々は大麻に依存する可能性があります」と大麻のさまざまな健康への悪影響を掲示しており、「カナダの大麻：事実を知ろう」でも、「健康を守る最良の方法は、大麻や大麻製品を使用しないことです」と繰り返し注意喚起している。また、脳は約25歳まで発達し続けるため、大麻使用が合法である成人の18歳から25歳に対しても、大麻による脳機能への害を減らすため大麻の使用開始を遅らせるよう勧めている。また、55歳以上の成人に対しても、現在の大麻製品は非常に強力なものとなっているため以前の経験を頼りに使用しないこと、加齢による薬物の代謝能力の低下や既存の疾患、常用する処方薬や健康食品との相互作用により、より高い健康リスクがあること、特に「肝臓疾患、腎臓疾患、心臓または血管疾患を持っている場合は大麻を使用するべきではありません」と注意喚起している。カナダ保健省も、一般に対する教育および大麻に関する意識を高めるプログラムを実施している。
ウルグアイでも、統合国民健康システムが教育、啓発キャンペーン、問題のある大麻使用の予防、アドバイス、指導及び治療を目的とした対策を行っている。
国際麻薬統制委員会は、2018年の年次報告書において、カナダ、ウルグアイ、アメリカの一部の州が医療目的以外での大麻使用を合法化したことで、国際的な薬物統制条約の普遍的な実施は深刻な危機に向き合っている、と懸念を表明。
一部の国の大麻合法化は他の国を追随させ、その正当化のための根拠となりかねない、と指摘している。
また、一部の国の医療目的以外での大麻使用の合法化は、国際薬物統制条約を遵守している隣接国での条約履行をより難しくする。例えば、医療目的以外での大麻使用を合法化している締約国から合法化していない隣接国への大麻製品の密輸を防ぐのはより困難であろう、と指摘している。

#### 大麻を合法化すれば税収が増えるという、政府が大麻の売り上げを期待することになる主張。
合法化を許可しているか提案している政府のほとんどは、大麻が重要な税収を生み出し、合法経済において新しい雇用を創出することを期待している。この点はしばしば合法商業市場から一見新しく利益を生み出すことに見え、関連大麻企業により強調され、合法化支持者が用いる。
国際麻薬統制委員会は、いくつかの地域では政府が重要な税収を生み出す大麻市場を支持し、公共の健康への影響には十分な注意を払わないと指摘している。
大麻合法化によって違法犯罪組織から置き換わった合法大麻企業は、堂々と政治活動に参加。食用大麻製品や電子タバコ用大麻製品などの高濃度の新商品が、若者、場合によっては子供にまでアピールする形でマーケティングされ、販売されている。
国際麻薬統制委員会は、急速に拡大する大麻産業やそのビジネス利害関係者は、商業的利益を求めて大麻の規制を解除するために努力してきた。これにより、大麻使用が日常化し軽視されるようになり、人々の大麻の危険性に対する認識が低下した。そして、合法大麻企業だけでなく、大規模な違法生産と取引に結びついた犯罪組織も、大麻の需要拡大から恩恵を受けていると指摘している。
実際、合法化された大麻市場から得られる税収は年々増加している。カナダでは年間収入が15億カナダドル、カリフォルニアでは44億ドルに達している。しかしながら、税収は予想を下回っており、いずれの合法化州においても州予算の1%未満であるという結果となっている。
また、大麻の小売販売において、重量に基づいて課税することは、大麻の生産者や小売企業がコストを削減し利益を増加させるために、製品の1グラムあたりの依存性、幻覚作用成分、THC含有量を増加させる動機を与える可能性がある。
また、合法大麻の価格は違法市場にも影響を与える。税収を取るために合法大麻の価格を高く設定したり規制を厳格化すれば、当然価格が安く入手がしやすい違法市場が求められ、合法大麻の価格を安く設定すれば、違法市場は薬物を売るためにコカインやヘロインの価格まで下げるため、人々はより危険な薬物を入手しやすくなる。
アメリカの一部の州では、州政府が大麻による税収に目がくらまないよう、厳格に規制された非営利モデルや、一部の州では得られた収益の一部を薬物使用の予防や薬物依存症の治療に投資している。

#### 大麻合法化は、政府が大麻をコントロールすることにより違法犯罪組織を弱体化させ、逆に、未成年者を大麻から保護することができるという主張。
大麻の娯楽使用を合法化することを支持する人々が使う一つの論拠は、未成年者の大麻へのアクセスを制限するというものである。
しかし、国際麻薬統制委員会は2018年の年次報告書において「ワシントン州の経験はこの主張に対して重大な疑問を投げかけています。当局は、未成年者に大麻を販売している認可大麻事業者のかなりの数を報告しており、これはわずかな罰金のみで処罰となります。娯楽用目的の大麻使用の増加は、公共の健康に対する大麻の悪影響を増加させるでしょう。」と指摘していた。
そして2022年、国際麻薬統制委員会は年次報告書において、国家と社会の現在の課題を説明し、大麻の使用と管理に関連する発展を要約し、大麻の非医療的使用を正当化するために使用されてきたさまざまなモデルを概説。大麻合法化の傾向に関する分析を報告した。
「すべての大麻合法化州の主要な目的の一つは、違法薬物使用と関連する組織犯罪を排除することでした。しかし、合法化が施行された後も長い間、すべての合法化管轄区域で違法供給の市場は存続し、程度の差はあれ、カナダでは約40%、ウルグアイではほぼ50%、カリフォルニアでは75%に達しました。」と指摘している。
違法市場は依然として繁栄を続けており、インターネットプラットフォームでますます活発になっている。合法的な大麻市場に登録できなかった成人、外国人観光客、年齢制限により除外された未成年にとって、違法市場の魅力は依然として重要となっている。大麻消費者の中の若者の割合はアルコールやタバコに比べてかなり高い。
大麻合法化により新たに増えた問題は合法大麻企業である。
カナダにおいて、大麻法（Cannabis Act）は、国際的にビジネスを行おうとする大麻の起業家や投資家にとって有利な場所となるための基盤を築いた。今日、カナダの大麻企業は、世界中で新たに出現している医療用大麻および大麻市場に注目している。合法大麻企業は大麻の消費を増大させ、企業としての商業的な考慮に基づき、数十億ドル規模の大麻帝国を築くため、タバコやアルコール産業のマーケティング戦略を模倣している。
アメリカにおいても、大麻生産はもはや小規模で秘密裏なものではなく、連邦法の下で規制されているにもかかわらず、アメリカにおける最も急成長する産業の一つとなった。2021年には、合法な大麻産業が250億ドルの売り上げを生み出し、2020年と比較しても43%の増加を見せた。多くのタバコとアルコールの供給企業も大麻供給チェーンに参入し、大麻市場を独占し拡大し、大麻を使用する人々の数と、その使用頻度を増やすことで、利益を最大化しようとしている。
薬物依存症の最も大きな要因は、入手のしやすさである。
国際麻薬統制委員会は「合法化が公衆衛生、公衆安全、経済に与える影響は測定が難しく、さまざまな合法化モデルによって異なります。要するに、実施からの比較的短い期間に基づくと、これまでのところ、合法化は大麻消費率の増加、薬物を使用する人々の犯罪化、増大する違法市場および拡大する組織犯罪などの最も緊急な問題に対処することに成功していないことが観察されます。」と成果が見えないことを指摘しており、
「合法化された地域および世界的に見ても、合法化が、直面する薬物問題を克服することに成功していないことが観察されています。大麻を合法化した地域では、非合法化された地域と比較して、大麻消費が依然として高く、大麻使用の普及は非合法化地域よりも明らかに急速に普及しており、非合法化地域に比べて大麻依存症がより急速に蔓延しているようで、明らかな健康や社会への影響が見られます。」と想定された結果を指摘しており、
「違法市場は一部減少したものの、依然として生き残り繁栄しています。違法犯罪組織は、公共の健康を無視して売り上げを増加させ利益を上げることを目指す合法大麻企業に部分的に置き換わりました。一般的に言えることは、合法化は、その支持者が追求した目的を達成していないということです。」と皮肉な結果を指摘している。
国際麻薬統制委員会は「大麻合法化は、未成年が大麻を消費することを思い止まらせることができませんでした。」とはっきりと結論付けている。

## 大麻合法化とフェンタニル
日本が国家として麻薬問題を取り扱ったのは、何と言おうが「あへん戦争」、この教えである。当時の「あへん戦争」からの学びが脈々と各時代の政策となって今日まで来ている。
大麻草、大麻製品の強力化、大麻製品の多様化により、以前はリスクが低いとみられていた大麻の過剰摂取、中毒、重症化は簡単に起こりうる危険性の高いものとなっている。同様にオピオイドも、2014年にわずか2mgで人を死に至らしめる違法フェンタニルが急増。アメリカでは2021年、フェンタニルなど合成オピオイドの死亡者数は約7万1000人、2022年にはアメリカ麻薬取締局（DEA）が「押収された量はすべてのアメリカ人を死に至らしめるのに十分な量だった」と発表するなど、近年のオピオイド流行の主要な要因となっている。
米中対立を生んだフェンタニル危機は日本も他人ごとではなく、フェンタニルを不正輸出する中国組織が日本に拠点を作っていた疑いが浮上している。
アメリカにおけるオピオイドの流行は国家的な公衆衛生の危機であり、2017年には「公衆衛生上の非常事態宣言」が出された。そして、大麻の合法化はオピオイドの流行を抑制する政策介入として州政府に採用されてきた。
2021年、アメリカ民主党政権下では、ジョー・バイデン大統領の「マリファナがゲートウェイドラッグであるかどうかについては、十分な証拠がほとんどありません。」とカマラ・ハリス副大統領の「はっきりさせておきたいのは、マリファナはゲートウェイドラッグではなく、合法化されるべきだということです。」とのモチベーションに基づき、カリフォルニア州、サンディエゴ大学の保健経済センター政策センターの報告が行われた。娯楽目的でのマリファナ使用は、ゲートウェイドラッグ性を肯定しつつも、人種によりゲートウェイドラッグ性は異なり、社会経済的な環境や政策実施にかかる影響が強く、マリファナの使用からより強化された薬物使用への波及効果は間接的なものであるとしている。
大麻のゲートウェイ仮説を証明するエビデンスはほとんど見つからなかったとし、ハームリダクションにより大麻が合法化されれば、使用者は合法的なシステムを通して大麻を購入できるため、より強力な薬物に導かれることなく落ち着く。そのため合法化によりゲートウェイドラッグではなくなる可能性があるとする。そして、大麻の合法化はオピオイド関連の死亡率の低下に役立つ可能性があるというエビデンスはあるとしている。
2014年、アメリカで違法フェンタニルおよびその類似物質による過剰摂取死が急増し始めた年に、Bachhuberほかが発見した「1999年から2010年の間に、医療用大麻法（MML）を持つ州でオピオイド鎮痛剤の過剰摂取による死亡率の増加が予想よりも低かった」という研究結果が科学文献や一般メディアで大きな話題となりセンセーションを巻き起こした。
この研究について論文著者たちは、生態学的相関から確固たる結論を引き出すことに対する注意を促しており、他の科学者たちからも同様の警告が発せられているが、2019年までに350以上の科学論文に引用され、アメリカのメディアおよび国際的なメディアの注目を集め、医療用大麻の拡大がオピオイド過剰摂取危機の解決策として宣伝されてきた。
2014年、同じ年にはニューヨーク・タイムズ誌にて、大麻使用経験のある1億1100万人のうち、その後にハードドラッグへ発展したのはわずか4％であるとの調査結果を発表し、ゲートウェイドラッグ仮説は根拠がないと否定した意見の報道もされた。
また、大麻の使用がオピオイド（モルヒネやヘロインなど）の乱用や依存のリスクを55%低下させているとの2008年から2013年までの統計もある。
しかし、
2019年、Chelsea L Shoverほかが、前述のBachhuberほかの分析を、同じ方法を用いて2017年まで延長し再検討した研究では、医療用大麻法がオピオイド過剰摂取死亡率を低下させるという関連性は成立しなかった。さらに、分析の終了地点が2008年から2012年の間であったなら比較可能であったが、2013年にはその関連性が曖昧になり、以降は逆転、2017年には医療用大麻法を通過させた州ではオピオイド過剰摂取死亡率が22.7%増加した結果となった。
これは、医療用大麻が10年前に命を救い、今日人々を殺しているという反映ではなく、測定されていない州の投獄率と慣行や拮抗薬（ナロキソン）の入手可能性、保険とサービスの範囲などの変数が両方の関連性を説明している可能性があるとしている。資金力のある合法大麻企業は、有利な結果を引き出すための大きな力を持っており、病気に苦しむ人々は効果的な解決策を痛切に望んでいる。以前の研究結果の非堅牢性は、物議を醸す政策分野における科学的メッセージの制御の課題を浮き彫りにしていると指摘している。
また2019年、Stanford ChihuriとGuohua Liが、医療用大麻法がオピオイド過剰摂取死亡率やその他のオピオイド関連の健康結果に与える影響に関する実証的証拠を統合するために行った系統的レビューでも、医療用大麻法が処方オピオイド過剰摂取死亡率の低下と関連しているという決定的な証拠は見つからなかった。前述のBachhuberほかの研究についても、その後の研究の中で減少が報告されたのは一つのみであり、重要ではあるもののはるかに小さい減少率であったと指摘している。
オピオイドの処方については、医療用大麻法の実施により7%のわずかな減少と関連していると報告している。しかし、その影響の大きさはかなり控えめであり、大麻が処方オピオイドの主要な代替品である可能性は低いとしている。
さらに、オピオイド関連の害を減らすために大麻を合法化することによる影響として、大麻を使用する慢性疼痛患者はより激しい痛みを持ち、処方オピオイドをより多く使用し高用量を使用する傾向が分かっていること、大麻使用者はオピオイド使用障害を発症する可能性がはるかに高いこと、青少年の大麻使用の有病率は医療用大麻法のある州では、そうでない州よりも高いこと、青少年の違法な大麻の使用はオピオイド乱用のリスクが高いこと、若年成人男性の大麻による逮捕とリハビリテーション施設への治療入院は、医療用大麻法がない州と比較して医療用大麻法がある州で高くなっていること、また、医療用大麻は特定の医療条件に対して認可されているにも関わらず、大麻入手の可能性が全体的に増加すること、医療用大麻法の実施によって大麻の危険性に対する認識が低下すること、それによって薬物運転、認知障害、急性中毒、依存症、精神障害、肺疾患などの他の公衆衛生問題を引き起こす可能性があることを指摘している。
また、2014年の違法フェンタニル急増が、近年のオピオイド流行の主要な要因であるので、2013年以前のデータを使用して医療用大麻法とオピオイド過剰摂取死亡率の関連性を評価する研究は、深刻に混乱する可能性があると指摘している。
2025年現在、アメリカ疾病予防管理センターは、一部の研究では、医療目的で大麻の使用を合法化した州ではオピオイドの処方とオピオイド関連の死亡が減少することが示唆されているが、しかし、他の研究では医療大麻政策の影響を長期間に渡って調査した結果、大麻の合法化はオピオイドの過剰摂取死の減少と関連しておらず、以前の研究結果は偶然となる可能性があるとしている。
重要なことは、大麻を単独で使用する場合でもオピオイドと組み合わせて使用する場合でも、オピオイドの誤用リスクが増加することが示されていることであり、「大麻がオピオイド使用障害の治療に効果があるというエビデンスはない」と明言している。
以上のように、大麻の「他の薬物の依存症を発症させる」というゲートウェイドラッグ性はオピオイドに対しても例外ではなく、アメリカのフェンタニル危機においても大麻のゲートウェイドラッグ性は重要視されている。